# Mona Lisa (filme)
Mona Lisa é um filme britânico de 1986, dirigido por Neil Jordan.

## Sinopse
George, um ex-presidiário, é contratado pelo seu chefe de gangue, Mortwell, como guarda-costas e motorista de uma prostituta de luxo, Simone. O envolvimento afectivo/afetivo dele e os problemas pessoais dela conduzem a uma dramática situação...

## Elenco
- Bob Hoskins:...George
- Cathy Tyson:...Simone
- Michael Caine:...Mortwell
- Robbie Coltrane:...Thomas
- Kate Hardie:...Cathy
- Zoe Nathenson:...Jeannie

## Produção
O filme foi rodado em apenas nove semanas, dispondo de um orçamento muito reduzido, mas gerido por um dos jovens e promissores produtores da época, Stephen Woolley. Para conseguir o financiamento, ele obteve a contribuição da Handmade Films, uma pequena sociedade de produção fundada pelo antigo Beatle George Harrison.

## Prémios e indicações
- Prémio para a Melhor Interpretação Masculina no Festival de Cannes de 1986: Bob Hoskins
- Concorrente à Palma de Ouro do Festival de Cannes de 1986
- Prémio Globos de Ouro de 1987 para o Melhor Actor/Ator em filme dramático
- Nomeado para o Oscar da Academia de Hollywood para Melhor Actor/Ator Principal: Bob Hoskins